# Kymmenegård

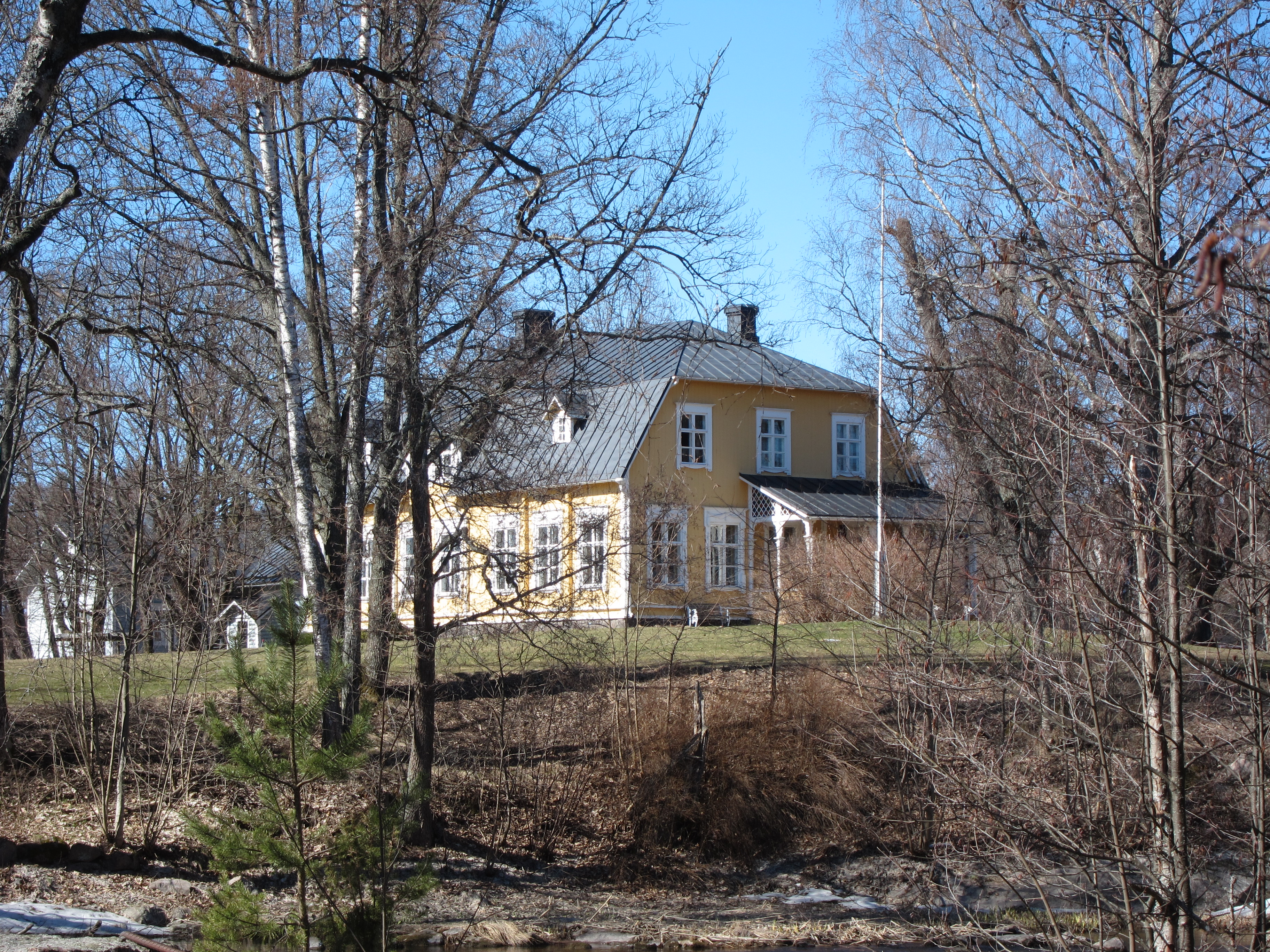
Huvudbyggnaden.

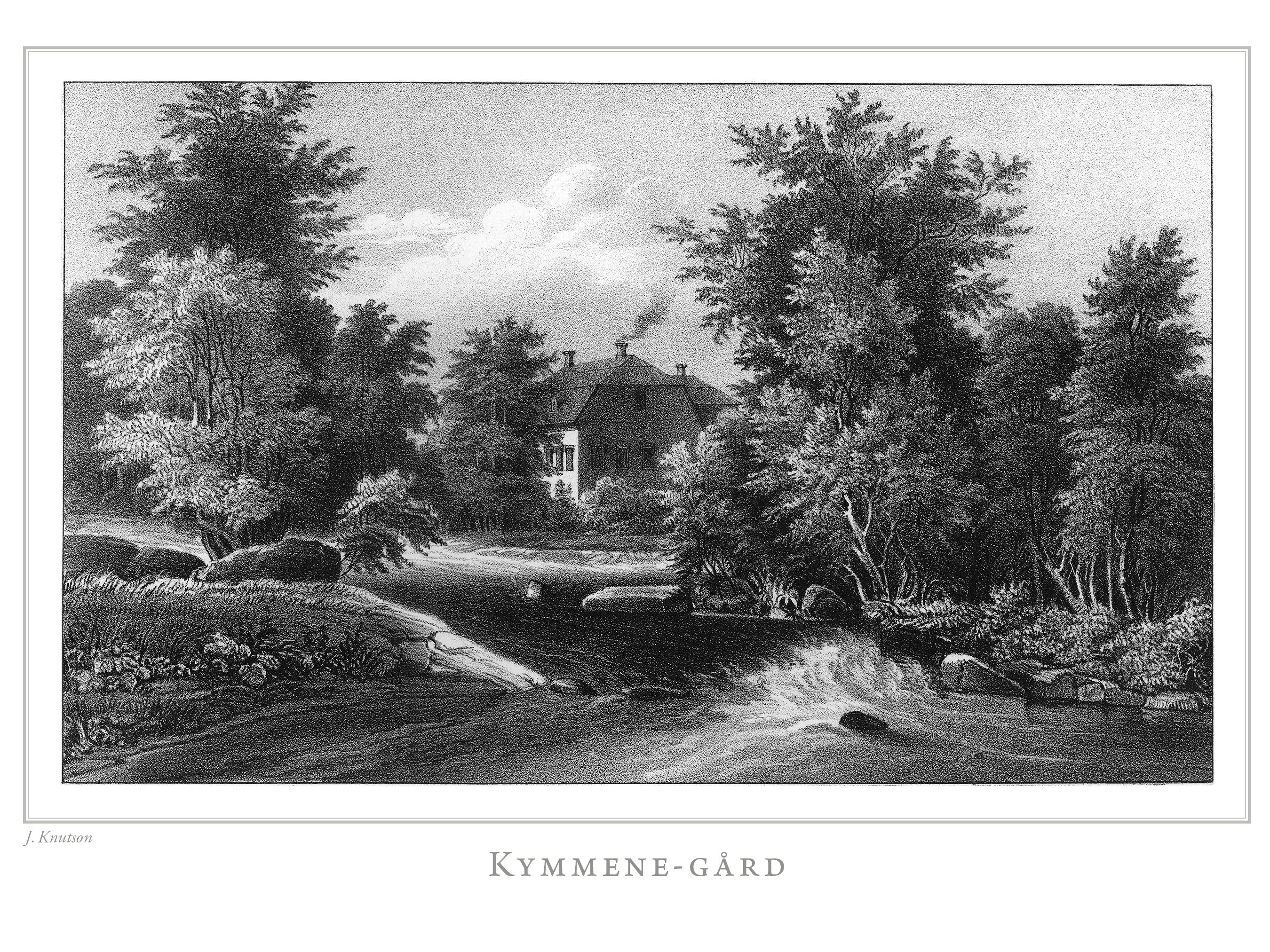
Litografi i Finland framstäldt i teckningar utgiven 1845-1852.

Kymmenegård (- gå:'rd), finska: Kyminkartano, är en by och egendom i Kymmene i Kotka stad. Egendomen har gett namn åt det tidigare länet Kymmenegårds län.
Kymmenegård är en gammal kungsgård, grundad ca 1350 på en holme vid Kymmene älvs mynning. Gården jämte laxfiskerier förlänades 1380 Vadstena kloster av Bo Jonsson Grip och återgick därefter till kronan, som 1629 sålde den till ätten Wrangel. Genom freden i Åbo 1743 kom Kymmenegård att ligga på ryskt territorium. Egendomen innehades under andra hälften av 1700-talet av två köpmanssläkter i Fredrikshamn. Den exproprierades omkring 1790 av ryska staten, som där lät uppföra en betydande fästning, Kymmeneborg. Samtidigt revs nästan alla gamla byggnader.